# Allophylus ferrugineus
Allophylus ferrugineus är en kinesträdsväxtart som beskrevs av Paul Hermann Wilhelm Taubert. Allophylus ferrugineus ingår i släktet Allophylus och familjen kinesträdsväxter. Utöver nominatformen finns också underarten A. f. stipitatus.